# Hyposmocoma arenella
Hyposmocoma arenella (лат.) — вид моли эндемичного гавайского рода Hyposmocoma подрода Hyposmocoma.

## Описание
Бабочки размахом крыльев 14-16 мм. Передние крылья очень бледно-охристые, с тремя черноватыми пятнами вдоль костальной жилки. Задние крылья удлиненно-овальные, такой же ширины, как и передние; серовато-коричневый; реснички чуть светлее. Брюшко серовато-коричневое. Ноги беловато-охристые.

## Распространение
Встречается на острове Гавайи в районе Кона на высоте от 600 до 900 м над уровнем моря.